# 월간 IKKI
《월간 IKKI》(月刊IKKI)는 쇼가쿠칸에서 발행하는 청년 만화(성인 만화)잡지이다. 매월 25일 발매.

## 개요
2003년 4월에 창간했다. 2000년 11월부터 《빅 코믹 스피리츠》의 증간호로서 격월로 발매된 《스피리츠 증간 IKKI》가 전신이며, 리뉴얼 신창간이라는 형태로 월간화되어 현재에 이른다. 창간 때의 캐치카피는 “코믹은 아직 여명기이다”(コミックは未だ黎明期である). 편집장은 에가미 히데키(江上 英樹).
《스피리츠》의 증간 잡지를 전신으로 하고 있기 때문에 집필진 일부가 공통되는 특징이 있다. 오노즈카 가호리나 조지 아사쿠라 등 여성지에서 활동하는 만화가의 기용도 많다. 《IKKI》만의 신인상 《이키맨》을 실시하고 있으며, 2개월에 한 번 우수한 응모작을 한 작품 이상 게재한다.
창간시는 「빅 코믹」나 「주간 영 선데이 '등 소학관 발행의 청년 잡지 이외에, 「월간 코 로코로 코믹」에도 창간호의 예고가 게재되었다 (타시의 예고와 달리 만화 형식으로 편집장 에가미도 등장했다).적은 부수로 적자였으나, 2007년부터 단행본 판매부수의 증가 및 미디어 믹스 효과 등으로 흑자로 돌아섰다.
2007년 12월부터 야후! 코믹에서도 서비스되고 있다. 2009년에는 Viz Media에서 영어 온라인 버전인 Sig-ikki가 출시되었다. 2013년 1월부터 잡지의 공식 사이트 「이키빠라」에서「WEB 이키빠라 COMIC」을 개설. WEB 버전으로 그려진 연재 작품을 게재하고 있다. 그리고 2014년 7월, 9월 25일 발매 예정인 11월호를 마지막으로 휴간한다고 발표했다.

## 발행 부수
- 2004년 33,916부
- 2005년 29,000부
- 2006년 18,584부
- 2007년 16,000부

## 관련 잡지
- 빅 코믹 스피리츠